# やがら純子
やがら 純子（やがら じゅんこ、本名:八柄順子）は、神奈川県出身でファイナンシャル・プランナーの資格も持つフリーアナウンサーである。愛称は「やがぢゅん」。

## 略歴
聖心女子大学文学部を卒業後、コンピュータメーカーに就職するもアナウンサーになる夢を捨てきれずに退職。ナレーターの養成学校に通う。
養成学校卒業後は、フリーター生活を2年程経験。旅行の添乗員、ミニスカートはいてチラシの配布、スーパーの呼び込みなどあらゆるアルバイトに励んだが、アナウンサーとしての仕事は皆無に等しかったとのこと。
ようやくNHK大分放送局のオーディションに合格。ローカル枠の「イブニングネットワーク」でキャスターデビュー。その後は、フリーアナウンサーとして活躍中。
ドラマでは「14才の母」にも出演。
現在は、日本ハンドボールリーグの実況アナウンサーでもある。

## 人物・エピソード
- 身長157cm。血液型A型。2月18日生れ。
- ファイナンシャル・プランナーの国家資格(1級ファイナンシャル・プランニング技能士)を持つ。そのために講演や執筆活動も行っている。
- 実用英語技能検定2級、ニュース時事能力検定２級
- カレーマイスター、夜景鑑賞士などユニークな資格も保有。
- 極度の近視。そのためにかなりのドジ話があるという。

## 現在の出演番組
- BS日テレ「そのとき、歌は流れた」ナレーター
- WOWOW　ドラマ「PORTAL X」ナレーター
- JHL 日本ハンドボールリーグ実況

## 過去の出演番組
- NHK「イブニングネットワーク」（大分）「NHKジャーナル」「生活ほっとモーニング」「NHKスペシャル 未解決事件 事前番組」
- Eテレ「高校講座 家庭総合」
- テレビ朝日「スーパーモーニング」ドラマ「交渉人」
- テレビ西日本「TNCスーパーニュース」
- フジテレビ「ノンストップ」
- ディズニーチャンネル「世界のディズニーリゾートへGO！」
- 朝日ニュースター「JICA 地球家族」
- 日本テレビ放送網　「続・平成夫婦茶碗」「14歳の母」「にけつッ!!」「THE狩人」
- 日経CNBC「DIAMウィークエンド投信」「充実マネーライフ」
- RFラジオ日本「読売新聞ニュース」「スポーツ・トピックス」
- ダイワ証券情報TV「エコノミ・マルシェ」
- FM NACK５「Cheer up！」
- 沖縄テレビ「うり☆ひゃー!それいけ!安田探検隊」
- 毎日放送「ワンクリ」
- PodTV 「朝トレ on PodTV」
- Act on TV「資産防衛アカデミー」「中古マンション投資術3」「ハッピーマネー術」

## 著書
- 人生を切り拓くマネー術 やがら純子の「お金を増やすサ・シ・ス・セ・ソ」（産經新聞出版社）

## DVD
- 「野口健　ECO×TOURシリーズ（礼文・利尻、対馬、トカラ列島）」 - ナレーター（MHBW-61～63）
- 「Live!チクる2006」（ますだおかだ他出演） - ナレーター

## オーディオブック
- 勝間式超コントロール思考（著：勝間和代） - ナレーター
- 不寛容社会 -「腹立つ日本人」の研究-（著：谷本真由美） - ナレーター
- 空気を読む脳（著：中野信子） - ナレーター
- 裸足で逃げる 沖縄の夜の街の少女たち（著：上間陽子） - ナレーター
- 若い読者のための哲学史（著：ナイジェル・ウォーバートン、訳：月沢李歌子） - ナレーター
- 茶色の朝（著：フランク・パヴロフ、訳：藤本一勇、絵：ヴィンセント・ギャロ、メッセージ：高橋哲哉） - ナレーター
- 日本のヤバい女の子（著：はらだ有彩） - ナレーター
- オードリー・タン デジタルとAIの未来を語る（著：オードリー・タン、編：プレジデント書籍編集チーム） - ナレーター
- なぜ僕らは働くのか 君が幸せになるために考えてほしい大切なこと（監修：池上彰、冒頭漫画：佳奈、絵：モドロカ） - 演出および祖母 役